# Rodo
Rodo (in greco antico: Ῥόδος?, Rhódos), o Rode è un personaggio della mitologia greca, ed è la ninfa eponima dell'isola di Rodi.

## Genealogia
Figlia di Poseidone e di Afrodite oppure Anfitrite od anche Alia.
Sposò Elio e divenne madre degli Eliadi (Cercafo, Tenage, Acti, Triopa, Candalo, Ochimo e Macareo) e di Elettrione.
Uno scolio a Pindaro chiama Fetonte il più giovane degli Eliadi e dice "quello che gli abitanti di Rodi chiamano Tenage" che, stando alle metamorfosi di Ovidio corrisponderebbe a colui che guida il carro del dio Sole (Helios).

## Mitologia
Quando gli dei si spartirono ogni luogo della terra, Helios (che splendeva in cielo) non ricevette nulla e l'isola di Rodi era ancora coperta dalle onde del mare ma in un momento l'isola di Rodi si levò dal mare e così, con il consenso di Zeus, ne prese possesso dalla ninfa dell'isola divenne padre di sette figli.